# L'Ancêtre
L'Ancêtre (título original en francés; en español, El antepasado) es una ópera en tres actos con música de Camille Saint-Saëns y libreto en francés de Lucien Augé de Lassus. Se estrenó el 24 de febrero de 1906 en la Ópera de Montecarlo. 